# Волох Омелян Іванович
Омеля́н Іва́нович Во́лох (нар. 18 (30) липня 1886, станиця Калниболотська, Єйський повіт, Кубанська область — † 3 листопада 1937, Сандармох) — офіцер РІА, військовий діяч доби УНР. Згодом — український радянський державний службовець, член партії боротьбистів (1919).

## Життєпис
Народився на Кубані в родині переселенців з Харківщини. Мав двох молодших братів — Петра та Костянтина. Українець.
Незабаром сім'я Волохів переїхала в Білоцерківку. Коли Омеляну виповнилося 6 років, померла його мати, і хлопець мусив йти у найми. Влітку пас худобу, взимку навчався в місцевій церковнопарафіяльній школі. В 14 років працював відвальником вугілля на шахті біля станції Лоскутівка на Луганщині.
Навчаючись в 1911—1914 роках в Харківській міській школі малювання імені Раєвської, здобув середню освіту.

### У лавахРосійської імператорської армії
У 1907—1910 роках Волох на дійсній військовій службі — пушкарем у Михайлівській фортеці біля Батумі. На початку Першої світової війни був мобілізований рядовим до піхотного полку та направлений в регулярну армію на Південно-Західний фронт. В 1915 році, після навчання в 2-й Київській школі прапорщиків, став офіцером, командиром роти. Під час бойових дій О. Волоха двічі було поранено. За мужність та відвагу отримав сім бойових нагород (в тому числі Орден святого Георгія IV ступеня (наказ по армії та флоту від 05.05.1917)  [Архівовано 21 серпня 2013 у Wayback Machine.] та звання штабс-капітана. За станом здоров'я в серпні 1917-го опинився в резерві КВО, у вересні 1917-го його переведено в гарнізон Харкова.

### У часи визвольних змагань
У Харкові, у період створення в російській армії українізованих частин, був обраний командиром 2-го Українського запасного полку, сформованого шляхом українізації 28-го запасного піхотного полку, став прихильником українських есерів та Української Центральної Ради.
Був у січні 1918 року одним з керівників «Гайдамацького коша Слобідської України», створеного Симоном Петлюрою. На чолі його підрозділу брав участь в обороні Лівобережної України від більшовиків, придушенні більшовицького повстання в Києві та наступних вуличних боях з військами Муравйова (січень-лютий 1918 р.) під час яких отримав поранення багнетом.
Як сотник 3-го Гайдамацького полку, сформованого на базі Гайдамацького коша Слобідської України, у лютому 1918 року брав участь у визволенні Києва від більшовиків. Відтак командував полком під час наступу на Донбас (весна 1918 р.).
Після 22 листопада 1919 року, по втраті Проскурова Дієвою Армією УНР, Волох фактично вийшов з підпорядкування командуванню української армії. 
За час перебування на керівних посадах в армії УНР «відзначився» такими негативними для національної справи діями, як арешт полковника Петра Болбочана (січень 1919 р.), участь у Проскурівській різанині євреїв (лютий 1919 р.), вбивство командира Гайдамацького полку полковника Виноградова та підполковника, повстанського отамана Юхима Божка, спроба самовільного роззброєння 1-го полку Січових стрільців, та постійним ігноруванням наказів самого Петлюри з розбудови військових частин. 21 березня 1919 на станції Зятківці змушує командирів запорозьких полків під дулами гайдамацьких рушниць підписати універсал про визнання влади Української СРР. Наступного дня у Вапнярці, де містився штаб Східного фронту, не перечив створенню Революційного комітету Південно-західної області УНР, який звернувся до уряду Української СРР з пропозицією про об'єднання та входження військ Південно-західної області УНР до складу Української радянської армії (яку, проте, уряд Української СРР та командування Української радянської армії, відхилили).
У грудні 1919 року очолював Гайдамацьку бригаду, захопив скарбницю УНР і в січні 1920 року перейшов на бік червоних військ.
В грудні в Житомирі відбулося утворення Центральним Комітетом боротьбистів Революційного комітету Правобережжя; комітет призначив Волоха головнокомандувачем сформованої із військових частин армії УНР Червоної армії України, яка мала намір продовжувати війну з поляками за звільнення Західної України, об'єднавшись з Робітничо-селянською Червоною армією РРФСР.
11 січня 1920 в Умань вступили українські червоні війська Волоха. Частина армії УНР, що перебувала в Першому Зимовому поході, перейшла на бік Червоної армії Волоха, інша частина відступила з боями на південь в район Перегонівки — Степанівки — Голованівська. Незабаром Червона армія України під командуванням Волоха, об'єднавшись з частинами Червоної армії, була розформована, поповнивши частини 44-ї та 60-ї стрілецьких дивізій.

### Радянський період
У вересні 1920 року — вступив до Комуністичної партії. Працював у Народному комісаріаті землеробства УСРР, займав низку відповідальних посад у ВУЦВК, в Держстраху України.

Під час арешту, 1933 рік.

У ніч проти 5 травня 1933 року був заарештований. Органи ДПУ на той час готували матеріали з так званої справи «Української військової організації» (УВО), яка начебто проводила роботу з підготовки збройного повстання для повалення Радянської влади та відновлення буржуазної «Соборної України». Волох начисто заперечував усі пред'явлені йому звинувачення.
Згідно з обвинувальним вироком Волоху інкримінувалося, що він «належав до харківської групи Української контрреволюційної організації та з 1931 року входив до складу всеукраїнського її центру, проводив активну роботу для підготовки збройного повстання в Україні, керував диверсійно-терористичною роботою та за завданням організації повинен був до початку повстання організувати ряд диверсійних актів (підрив Київського та Вінницького мостів) та провокаційні замахи на представника іноземної держави з метою прискорити інтервенцію проти СРСР, підтримував особисті зв'язки з московським центром організації, у квітні 1933 року був обраний до складу трійки щодо підготовки повстання». Жодного з цих звинувачень, побудованих на широких знайомствах Волоха, заарештований так і не визнав. Відповідно до ухвали судової трійки при колегії ДПУ УСРР від 23 вересня 1933 року, Волоха ув'язнено терміном на 10 років у місцях позбавлення волі, підвідомчих ОДПУ СРСР. Відбувати призначене покарання Волоха відправили на Соловки. Там колишнього отамана тримали в ізольованій камері. Його нормою життя в таборі стало цілковите презирство до будь-яких законів і розпорядків. Волох свистів, співав, кричав у камері, стукав табуретом у двері. Вартових називав «катами». Його позбавляли прогулянок, та санкції лише робили штрафника запеклішим. 
Постановою особливої трійки НКВС у Ленінградській області від 9 жовтня 1937 Омеляна Волоха засудили до найвищої міри кримінального покарання — розстрілу. Мотивовано це тим, що засуджені на різні терміни «за контрреволюційну, націоналістичну, шпигунську та терористичну діяльність в Україні» 134 «українські буржуазні націоналісти» (серед них і Волох) «залишаючись на колишніх позиціях, продовжували шпигунську, терористичну діяльність, створили контрреволюційну організацію — Всеукраїнський центральний блок».
Реабілітований посмертно Прокуратурою України (20.04.1989) і прокуратурою Архангельської області РРФСР (14.07.1989).

### Сім'я
Був одружений з Елеонорою Олександрівною Шахно, католичкою за віросповіданням.

### Цікаві факти
У Гайдамацькому полку під командою Волоха деякий час служили Володимир Сосюра і Олександр Довженко.

## Вшанування пам'яті
В місті Ізюмі Харківської області було встановлено пам'ятник Волоху, однак 13 серпня 2024 року, з невстановлених причин, він впав з постаменту.